# Norton County
Norton County je okres ve státě Kansas v USA. K roku 2010 zde žilo 5 671 obyvatel. Správním městem okresu je Norton. Celková rozloha okresu činí 2 283 km².